# Уайт, Гилберт (географ)
Гилберт Фаулер Уайт (англ. Gilbert F. White, 26 ноября 1911, Чикаго, США — 5 октября, 2006, Боулдер, Колорадо, США) — американский географ, доктор наук, профессор. Специалист в области гидрологии и охраны окружающей среды, проблем использования и изучения водных ресурсов, исследований стихийных бедствий и сокращения ущерба от них.

## Биография
Родился и вырос в Чикаго. Учился в Чикагском университете, где в 1932 году получил бакалаврскую и в 1942 году докторскую степень. С 1946 по 1955 год руководил Хаверфордским колледжем. Затем он вернулся в Чикаго в качестве заведующего кафедры географии, где стал центральной фигурой «чикагской школы» исследования стихийных бедствий. В 1969 году перешёл в Колорадский университет. Опубликовав свою первую научную статью в 1935 году, он продолжал публиковаться на протяжении следующих 70 лет.
Гилберт Уайт был квакером и большую часть жизни руководил различными квакерскими организациями. Будучи сознательным отказником от военной службы, с 1942 по 1946 год служил в квакерском Американском комитете Друзей на службе обществу, помогая беженцам во Франции, был на некоторое время интернирован нацистами в Баден-Бадене. Он также активно участвовал в применении своих исследований для реформирования политики в области наводнений и водных ресурсов в США и на Ближнем Востоке. Среди прочего, был иностранным членом Академии наук СССР (1982) и почётный членом Географического общества СССР (1975).

## Вклад в науку
Основной вклад Гилберта Уайта в общество и науку был классифицирован Робертом Кейтсом следующим образом:
- Как обеспечить безопасную воду всему населению Земли.
- Как значительно сократить глобальное число смертей и ущерба от стихийных бедствий.
- Как содействовать всеобщему миру путем совместного развития и управления водными ресурсами.
- Как сделаю географию (в частности) и науку (в целом) более полезными для мира.
- Как дать людям возможность сосуществовать с природой и гармонично развиваться.

В 1972 году, на первой конференции ООН по окружающей среде, состоявшейся в Стокгольме, Гилберт Уайт и метеоролог Томас Мэлоун предложили в дальнейшем принятую программу мониторинга окружающей среды. Идеи экологического мониторинга были изложены в брошюре «Экологический мониторинг: физико-химические измерения», где под экологическим мониторингом понималось систематическое наблюдение за окружающей средой и выявление возможных изменений, особенно в связи с человеческой деятельностью. На совещании участники предложили построить систему контроля антропогенных изменений окружающей среды, которая позволила бы планировать природоохранные мероприятия.
Некоторые из его наиболее заметных работ касались определения и классификации механизмов присопособления к наводнениям в США, восприятия природных опасностей и выбора приспособлений к ним. Уайт определил, что приспособления к наводнениям могут быть как структурными, так и неструктурными. Он выступал против структурных решений, доминировавших в политике начала XX века (таких как плотины, дамбы), призывая, где это возможно, к адаптации или приспособлению к опасностям наводнений. Структурные приспособления призваны уменьшить опасность наводнений таким образом, чтобы люди были защищены и могли продолжать жить на территориях, периодически подвергающихся наводнениями (поймах). Неструктурные же корректировки, предложенные Уайтом, состоят из не требующих существенных инвестиций мер, налагаемых местными, региональными или национальными руководящими органами, ограничивающих использование пойм, или гибких корректировок рисков наводнений.
В своей диссертации под названием «Адаптация человека к наводнениям», опубликованной в 1945 году, Уайт утверждал, что чрезмерное увлечение структурными изменениям привело к увеличению ущерба от наводнений, а не к его уменьшению.
Уайт работал при президенте Линдоне Джонсоне в комитетах, которые рекомендовали создать Национальную программу страхования от наводнений, однако был недоволен игнорированием своих предостережений и слишком быстрым внедрением программы.
Уайт также внес значительный вклад в изучение проблемы заселения человеком засушливых земель и проблем управления такими поселениями, проводил кампании по борьбе с опасностью ядерного оружия и входил в состав многих комитетов, занимающихся вопросами управления водными ресурсами в развивающихся странах. Он руководил неофициальным посредничеством в урегулировании конфликтов, связанных с управлением водными ресурсами на Ближнем Востоке.

## Награды и титулы
- Медаль Дейли (1971 год)
- Член Национальной академии наук США (1973 год)
- Лауреат Международной экологической премии ООН имени Сасакавы (1985 год)
- Премия Вотрена Люда (1992 год)
- Public Welfare Medal (2000 год)[9]
- Лауреат Национальной научной медали США (2000 год)[10]